# 부흐너 플라스크

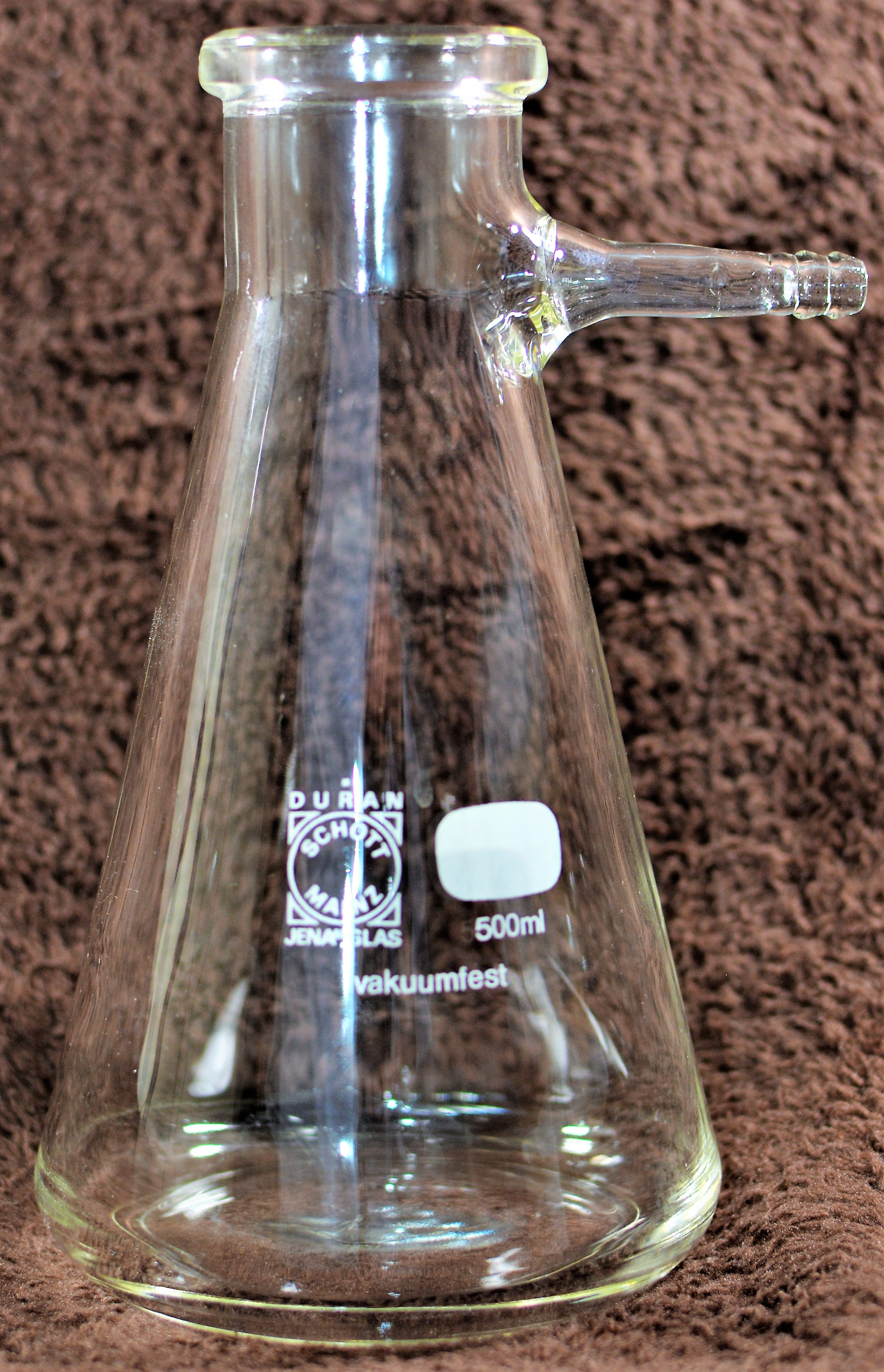
부흐너 플라스크

부흐너 플라스크(Büchner flask), 진공 플라스크(vacuum flask), 필터 플라스크(filter flask), 석션 플라스크(suction flask), 사이드암 플라스크(side-arm flask) 또는 분젠 플라스크(Bunsen flask)는 짧은 유리관과 목부분에서 약 1인치 정도 돌출된 호스 바브(hose barb)가 있는, 벽이 두꺼운 삼각 플라스크이다.

## 설명
짧은 관과 호스 바브는 벽이 두꺼운 유연한 호스(관)의 끝부분을 장착하여 플라스크에 연결할 수 있는 어댑터 역할을 효과적으로 수행한다. 호스의 다른 쪽 끝은 흡인기, 진공펌프 또는 가정용 진공 청소기와 같은 진공원(原)에 연결할 수 있다. 바람직하게는 이는 흡입기에서 부흐너 플라스크로 물이 다시 흡입되는 것을 방지하도록 설계된 트랩(아래 참조)을 통해 수행된다. 진공을 적용하는 목적은 중력만으로 생성된 것보다 더 큰 압력 차이를 필터 매체 전체에 제공하여 여과 속도를 높이는 것이다.

## 동작 원리
부흐너 플라스크의 두꺼운 벽은 내부에 진공을 유지하면서 압력 차이를 견딜 수 있는 강도를 제공한다. 이는 주로 샘플 여과를 위해 천공된 고무 마개를 통해 장착된 부흐너 깔대기 또는 플라스크 상단 목에 있는 탄성중합체 어댑터(부흐너 링)와 함께 사용된다. 부흐너 깔때기는 여과지 층에 의해 흡입으로부터 분리된 샘플을 보유한다. 여과하는 동안 여과액은 플라스크에 들어가고 잔류물은 깔때기의 여과지에 남아 있다.
부흐너 플라스크는 흡인기나 진공 펌프(또는 기타 진공 소스)에서 진공 장치로 또는 그 반대의 유체가 전달되지 않도록 진공 라인의 진공 트랩으로 사용할 수도 있다.

## 이름
플라스크의 이름은 화학자이자 노벨상 수상자인 에두아르트 부흐너의 이름을 따서 명명되었다는 많은 사람들의 잘못된 믿음에도 불구하고 그것을 발명한 산업 화학자 에른스트 부흐너의 이름을 따서 명명되었다.